# Sievierodonetsk
Sievierodonetsk (en ukrainien : Сіверськодонецьк) ou Severodonetsk (en russe : Северодонецк) est une ville industrielle de l'oblast de Louhansk, en Ukraine. Sa population s'élevait à 109 466 habitants en 2013.

## Géographie
Située dans le Donbass, en Ukraine, Severodonetsk est arrosée par la rivière Donets. Elle se trouve à 75 km au nord-ouest de Louhansk et à 116 km au nord-est de Donetsk. La ville de Lyssytchansk se trouve quant à elle sur la rive opposée de la rivière Donets.

## Histoire
L'histoire de Severodonetsk commence en 1934 avec la construction des premiers logements pour le personnel de l'Usine chimique de Lyssytchansk. La première cité porte le nom de Liskhimstroï (en russe : Лисхимстрой). En 1950, elle est renommée Severodonetsk (selon l'orthographe russe), par allusion à la rivière Donets du Nord ou simplement Donets qui l'arrose. Dans les années suivantes, la ville connaît un rapide essor grâce à l'importante usine chimique Azot, construite sur son territoire et qui est une des plus grandes usines chimiques d'Ukraine. En 1958, Severodonetsk reçoit le statut de ville.
En 1994, les armoiries de la ville sont adoptées. Le 11 avril 2008, le conseil de l'oblast de Louhansk prend la décision de modifier l'orthographe ukrainienne officielle du nom de la ville : « Siverodonetsk » (Сіверодонецьк) devient « Sievierodonetsk » (Сєвєродонецьк).
Au début de la guerre du Donbass, la ville passe sous le contrôle des miliciens séparatistes pro-russes au mois d'avril 2014 puis est reprise, après d'intenses combats, par l'armée ukrainienne et le bataillon Aïdar, le 22 juillet 2014. Par la suite, les combattants volontaires du bataillon Aïdar défendent la ville.
D'octobre 2014[réf. souhaitée] à juin 2022, la ville est la capitale administrative de facto des territoires de l'oblast de Louhansk restés sous contrôle ukrainien.

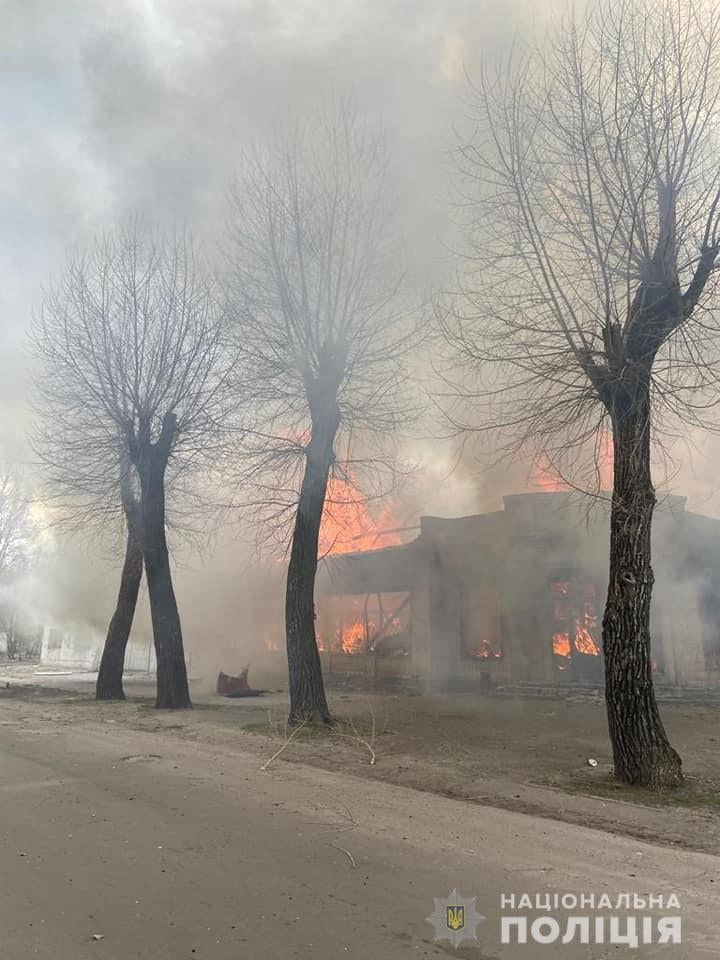
Bombardement à Sievierodonetsk, le 6 avril 2022.

Dans les premiers mois de l'invasion de l'Ukraine par la Russie en 2022, une bataille s'est tenue à Sievierodonetsk entre les ukrainiens et les séparatistes pro-russe appuyés par la Russie. En juin, Serhiy Haidaï, gouverneur de l'oblast de Louhansk, annonce que le Palais des Glaces, un des symboles de la ville, a été détruit dans un incendie provoqué par les bombardements russes. Le 15 juin, la bataille semble toucher à son épilogue en faveur des troupes russes. Le 25 juin 2022, le maire de Sievierodonetsk, Oleksandre Striouk, déclare à la télévision ukrainienne en fin d'après-midi que « La ville est entièrement occupée par les Russes ».

## Population
| 1939   | 1959    | 1970    | 1979     | 1989     |
| ------ | ------- | ------- | -------- | -------- |
| 5 240* | 33 180* | 90 036* | 113 041* | 131 376* |

| 2001     | 2010    | 2011    | 2012    | 2013    |
| -------- | ------- | ------- | ------- | ------- |
| 119 940* | 111 487 | 110 612 | 109 891 | 109 466 |

## Économie
L'économie de Sievierodonetsk est dominée par l'industrie chimique, en particulier l'énorme usine Azot Severodonetsk . Fondée en 1950, elle couvre 600 ha à l'ouest de la ville et emploie 11 000 travailleurs. Elle produit de l'ammoniac, des engrais azotés, et une large gamme de produits chimiques.

### Transport
La ville possède un aéroport, une gare, une gare routière.

## Culture
Un collège Sergueï Prokofiev et l'université nationale d'Ukraine Vladimir Dahl, le stade Kimik, une bibliothèque publique. Un théâtre régional de musique et de danse, un théâtre municipal, un théâtre populaire du palais de la culture de l'usine chimique.

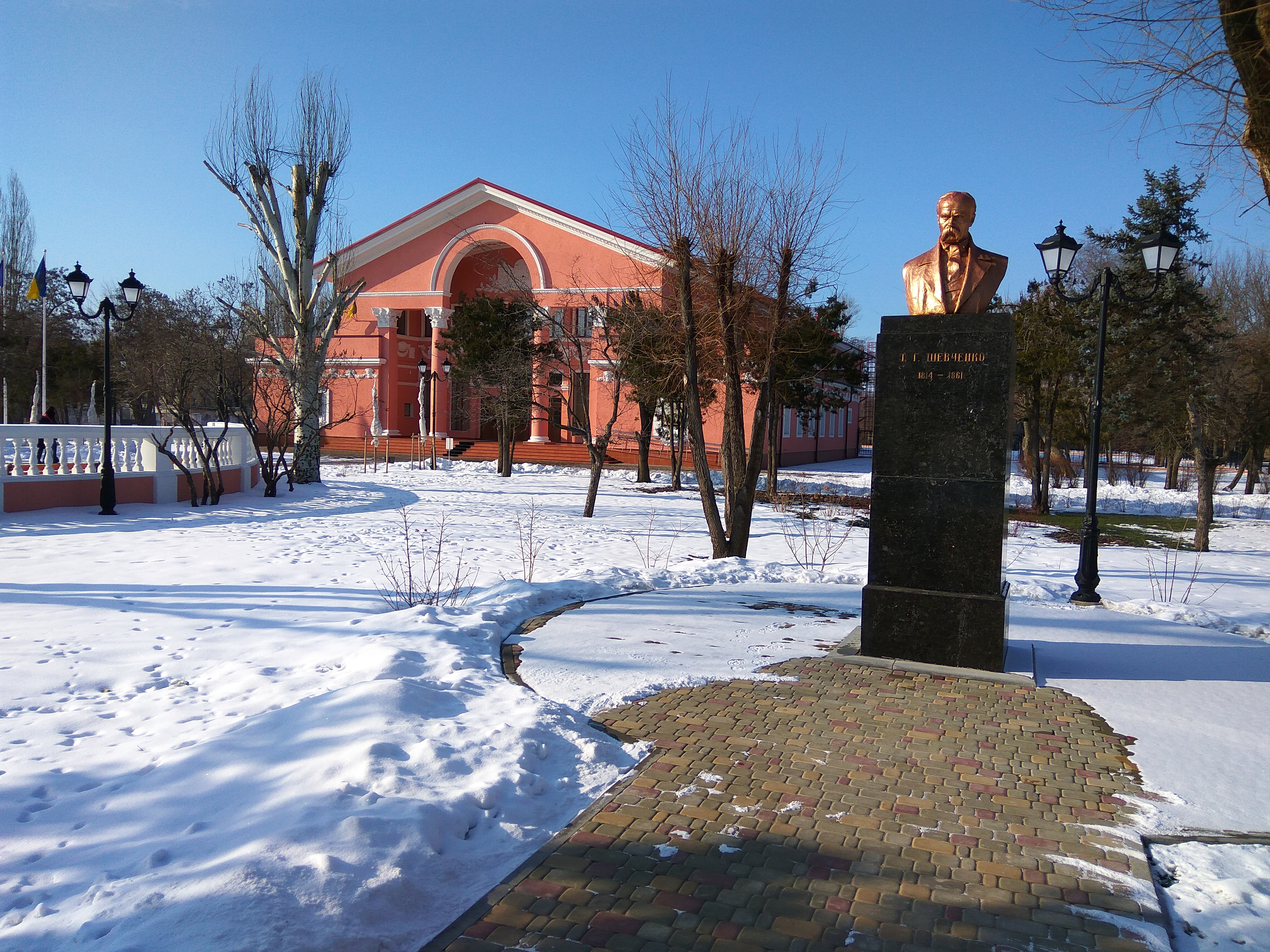
Buste de Taras Chevtchenko, classé[15], devant le théâtre.
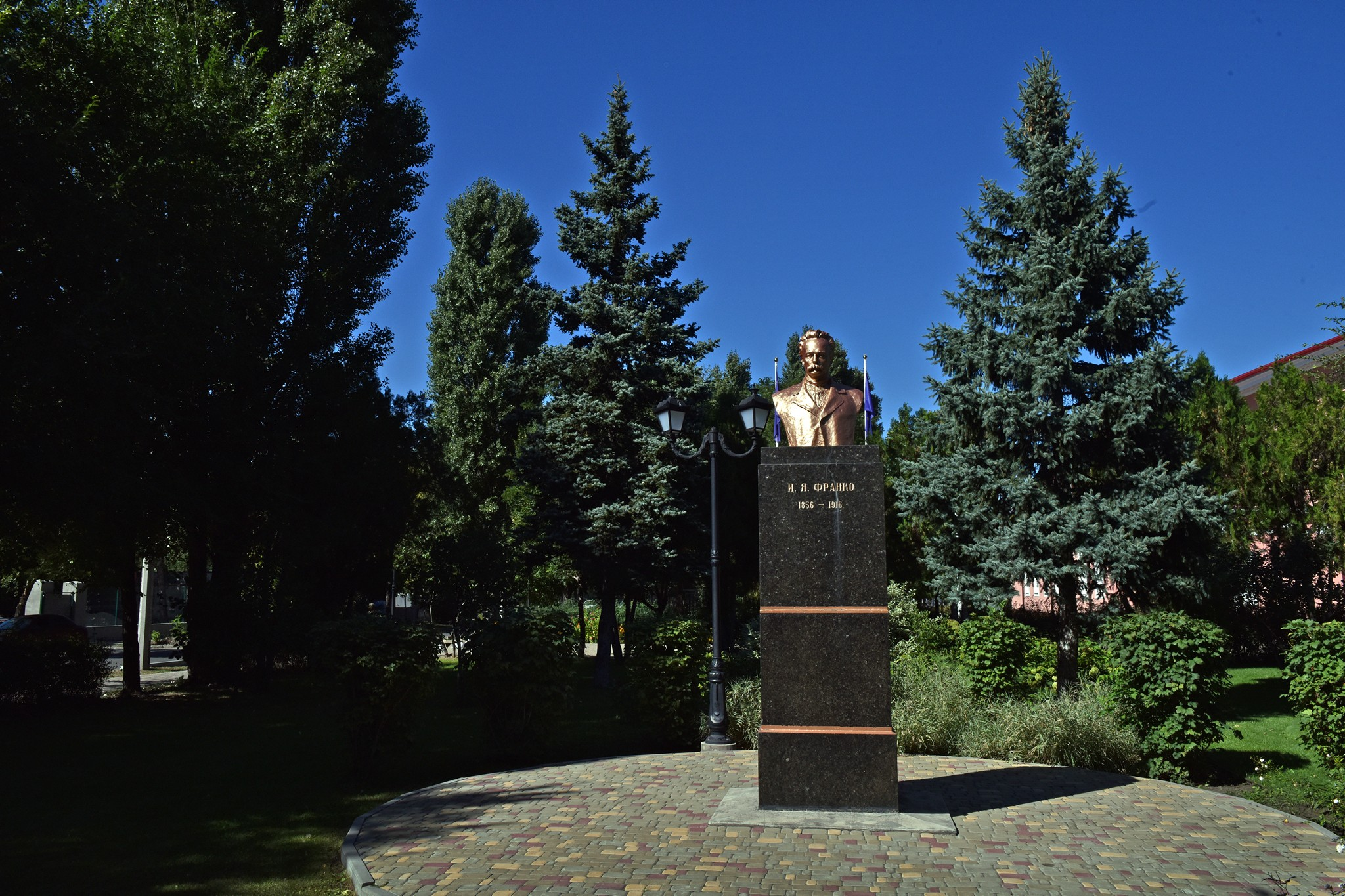
Buste d'Ivan Franko, classé[16].
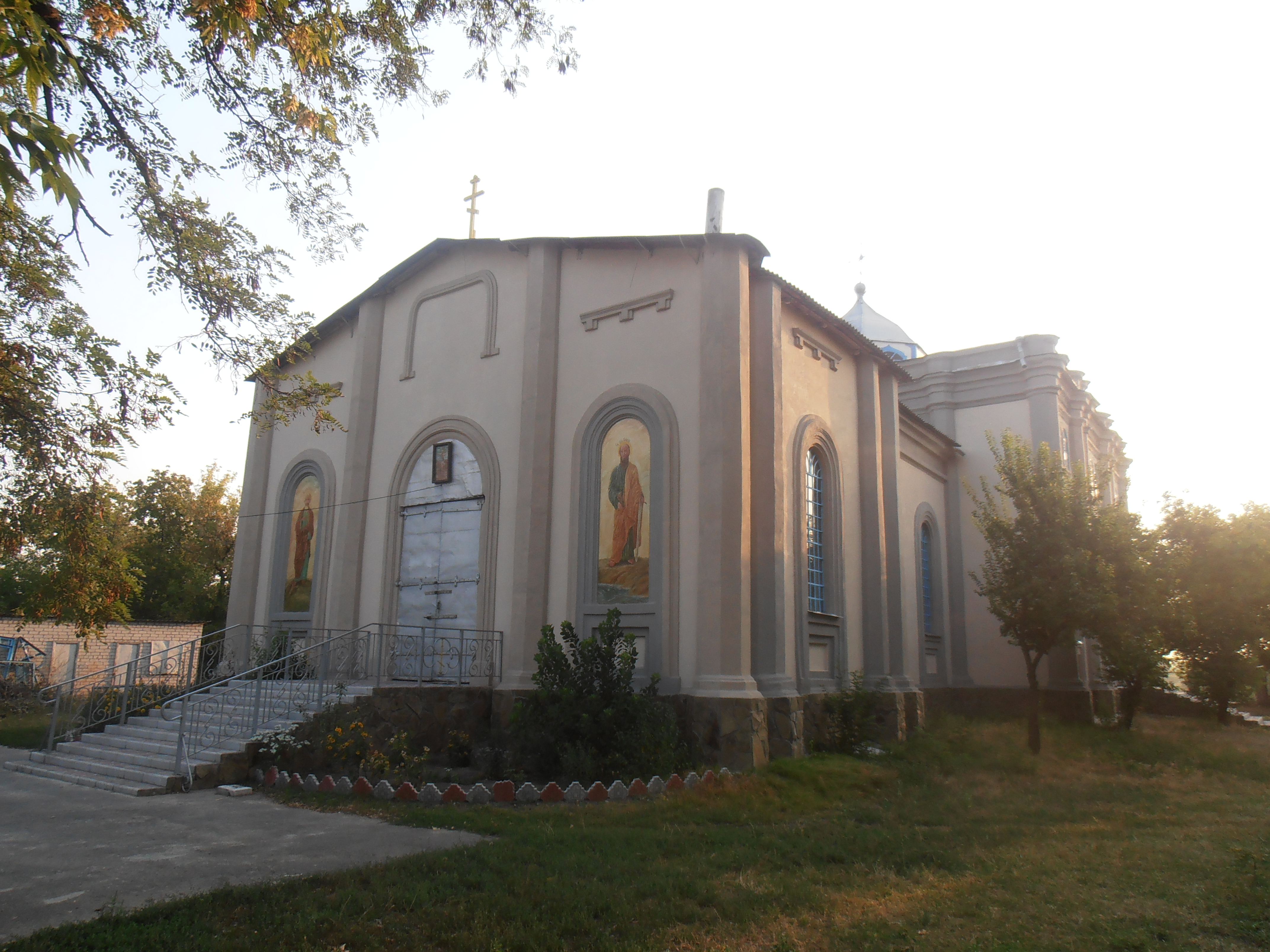
La collégiale Saint-Nicolas à Borivske, classée[17].
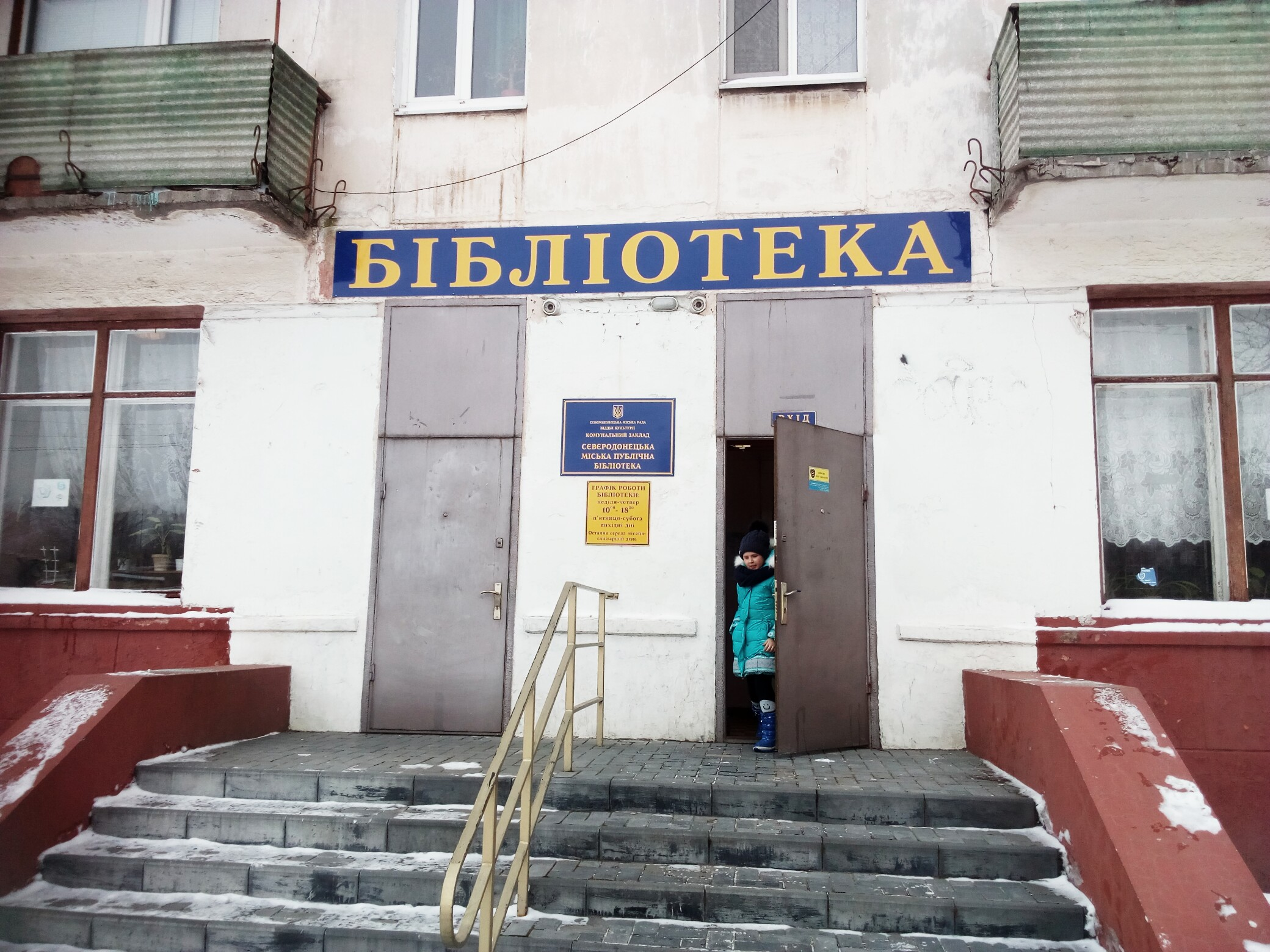
La bibliothèque municipale.
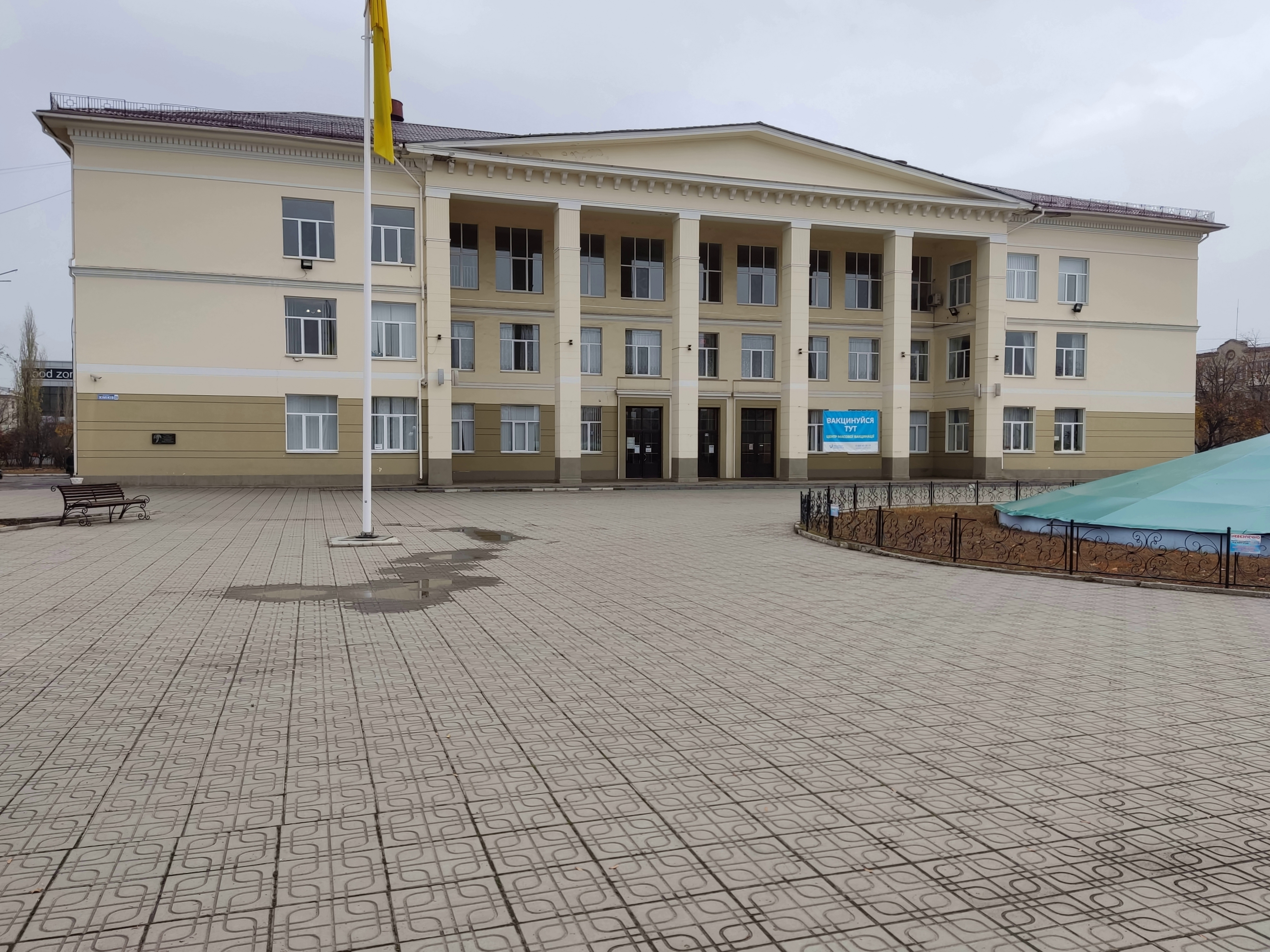
Le palais de la culture.

Le palais de la culture municipal, construit en 1963 ; construit comme palais de la culture des bâtisseurs, il est devenu municipal en 1992. Il possède un auditorium de 500 places, une bibliothèque, un centre de loisirs pour la jeunesse.

## Personnalités
- Nikolay Davydenko, joueur de tennis russe, né à Sievierodonetsk en 1981.
- Vladislav Zubar, cycliste ukrainien, né en 1997.